# Dos Hermanas (Navarra)
Dos Hermanas (en euskera: Bihaizpe) son dos peñas, de 706 y 673,5 m s. n. m. de altitud, enclavadas tras el final de la sierra de Andia en Navarra y que conectan los valles de Araquil al sur, con los de Larráun y Basaburua Menor (municipio de Imoz) al norte.

## Etimología
El nombre original de Dos Hermanas era Haitzbitarte (en euskera: Paso de las dos peñas). En el siglo XVIII, se conoció el lugar como «Peñas de Agita», pudiendo ser este nombre influenciado por la existencia de las ruinas del castillo roquero de Aixita. Actualmente se conoce el lugar como Dos Hermanas en castellano y su equivalente en euskera, Bihaizpe.

## Fauna
La fauna de Dos Hermanas se destaca por la presencia de aves rapaces, en especial ratoneros, milanos y buitres leonados.

## Hitos de interés
En la Edad Media existió un castillo roquero conocido como castillo de Aixita, en ocasiones llamado también «Aizita» o «Agita», en la cima de la Hermana Mayor, entre los términos municipales actuales de Irurzun y Echeverri. El castillo fue derruido en 1415. Sus ruinas son actualmente un reclamo para las rutas de senderismo que atraviesan la zona. En 2024, el ayuntamiento de Araquil se propuso mejorar el mantenimiento de las ruinas y del sendero hasta ellas.
En la vertiente de Dos Hermanas hacia el valle de Basaburua Menor, existe un mirador conocido como «Mirador de los buitres» o «Balcón de los buitres».

## Actividades
En Dos Hermanas son comunes las rutas de senderismo para llegar al mirador de los buitres o a las ruinas del castillo de Aixia. También se realizan actividades de escalada.